# Little Witches
Little Witches ist ein US-amerikanischer Erotikfilm des Regisseurs Fred Olen Ray unter dem Pseudonym Nicolas Juan Medina, der 2011 als Fernsehproduktion und für den DVD-Markt gedreht wurde. Er wird auch unter dem Alternativnamen Sexual Witchcraft vertrieben.

## Handlung
Das Ehepaar David und Sheri zieht aufgrund eines Jobswechels in ein neues Heim in einem Vorort. Während David als Fachmann für Werbung einen großen Auftrag erhält, eine Kampagne für die Beauty-Firma Maribelle Cosmetics zu entwerfen, bleibt Sheri als Hausfrau daheim. Unbemerkt von ihrem Ehemann praktiziert sie Hexen-Zauberei. Ihre Hexerei bleibt aber der Nachbarin Mrs. Turnbull nicht verborgen. Diese beobachtet Sheri und versucht daraufhin, diese als Hexe bloßzustellen. Ihr Mann glaubt ihr jedoch nicht.
Als Sheri von den Problemen ihres Mannes beim Ausarbeiten einer guten Werbe-Kampagne erfährt, beschließt sie zusammen mit ihrer Schwester Carrie, ihre Kunst zu Davids Gunsten einzusetzen. Gemeinsam beschwören sie die ägyptische Pharaonin Cleopatra, die schließlich helfen soll.

## Hintergrund
Produziert wurde der Film von der Produktionsgesellschaft Retromedia Entertainment. Er wurde ab Summer 2011 mehrfach zu festen Uhrzeiten und „on demand“ bei der Senderkette Cinemax ausgestrahlt.
Die DVD erschien im Oktober 2011.

## Rezeption
Der Film erhielt überwiegend negative Bewertungen. Sowohl bei „Dr. Gore's Movie Reviews“ als auch von Mitch Lovell bei „The Video Vacuum“ wird unter anderem bemängelt, dass Michelle Bauer in dem Film zu kurz kommt.